# Marat-Sade
The Persecution and Assassination of Jean-Paul Marat as Performed by the Inmates of the Asylum of Charenton Under the Direction of the Marquis de Sade, generalment retallat a Marat-Sade és una pel·lícula britànica de 1966 estrenada l'any següent. adaptació de l'obra de teatre de Peter Weiss Marat/Sade. L'adaptació a la pantalla està dirigida per Peter Brook, i té l'origen en la seva producció teatral per a la Royal Shakespeare Company. La versió anglesa va ser escrita per Adrian Mitchell a partir d'una traducció de Geoffrey Skelton.
El repartiment inclou Ian Richardson, Patrick Magee, Glenda Jackson, Clifford Rose, i Freddie Jones. Va ser rodada als Pinewood Studios a Buckinghamshire i distribuïda per United Artists el 22 de febrer de 1967 als Estats Units i el 8 de març de 1967 al Regne Unit. La partitura de la pel·lícula va comprendre composicions de Richard Peaslee. David Watkin fou el director de fotografia. La pel·lícula utilitza el títol complet en els crèdits d'obertura, tot i que la majoria dels materials publicitaris utilitzen la forma escurçada.

## Argument
A l'hospici de Charenton el 1808, el marquès de Sade vol representar una obra de teatre sobre l'assassinat de Jean-Paul Marat per Charlotte Corday, fent servir el seu company interns com a actors. El director de l'hospici Monsieur Coulmier, supervisa l'actuació, acompanyat de la seva dona i la seva filla. Coulmier, que dona suport al govern de Napoleó Bonaparte, creu que l'obra recolzarà les seves pròpies idees burgeses i denuncia les de la revolució francesa que Marat va ajudar a liderar. Els seus pacients, però, tenen altres idees i solen parlar de les línies que havia intentat suprimir, o desviant-se completament cap a l'opinió personal. El mateix marquès, mentrestant, manipula subtilment tant els intèrprets com el públic per crear una atmosfera de caos i nihilisme que en última instància provoca una orgia de destrucció.

## Repartiment
- Patrick Magee - Marquès de Sade
- Ian Richardson - Jean-Paul Marat
- Michael Williams - Herald
- Clifford Rose - Monsieur Coulmier
- Glenda Jackson - Charlotte Corday
- Freddie Jones - Cucurucu
- Jonathan Burn - Polpoch
- Jeanette Landis - Rossignol
- Hugh Sullivan - Kokol
- John Hussey - Dama nova arica
- W. Morgan Sheppard - Una animal salvatge
- John Steiner - Monsieur Dupere
- Henry Woolf - Pare

## Recepció
L'agregador de revisions de pel·lícules Rotten Tomatoes va informar d'una qualificació d'aprovació del 92%, basat en 13 ressenyes, amb una puntuació mitjana de 7,96/10.
Roger Ebert va escriure: "Els actors són excel·lents. Quan veiem per primera vegada el marquès (Patrick Magee), es mira constantment a la càmera durant mig minut i el terror total de la seva perversió es fa més clar del que qualsevol diàleg pot fer. Glenda Jackson, com l'assassina de Marat Charlotte Corday, es teixeix entre la malenconia de la seva malaltia mental i l'incendi del paper que exerceix. Ian Richardson, com a Marat, encara defensa la violència i la revolució tot i que milers han mort i no s'ha aconseguit res."
El crític de cinema Leonard Maltin va premiar la pel·lícula amb 4 de les quatre estrelles possibles, considerant la pel·lícula "esgarrifosa", lloant l'atmosfera de la pel·lícula com "... tan vívida que sembla que els actors estan respirant pel teu coll".
Quan a premis, la pel·lícula va aconseguir una menció especial al Festival Internacional de Cinema de Locarno, el premi Lluna Daurada al Festival de Cinema de les Illes Fèroe i el Nastro d'Argento al millor director estranger.